# Merseyside
Merseyside er et engelsk ceremonielt grevskab i regionen Nordvest-England.
Grevskabet blev oprettet i 1974. Fra 1986 består grevskabet af fem selvstyrende kommuner (Metropolitan boroughs). Det er Liverpool, Sefton, Knowsley, St. Helens og Wirral.
Grevskabet har navn efter floden Mersey, og det grænser op til grevskaberne Lancashire, Stor-Manchester og Cheshire.